# Юхимович, Василий Лукич
Василий Лукич Юхимович (укр. Васи́ль Луки́ч Юхимо́вич; 12 июля 1924—2002) — советский и украинский поэт, прозаик, публицист, автор текстов песен, переводчик, журналист, общественный деятель, языковед, литературовед. Заслуженный работник культуры Украины, Заслуженный деятель искусств Украины.

## Биография
Окончил Винницкий педагогический институт.
Участник Великой Отечественной войны. Награждён медалями СССР и Почётными грамотами Президиума Верховного Совета УССР и Чувашской АССР.
Член Союза писателей Украинской ССР с 1956 года.

## Творчество
Автор более 20 сборников поэзии, многих юмористических стихов

## Избранные произведения
Сборники поэзии
- «Матері» (1955),
- «Вікно у світ» (1960),
- «З клекоту літ» (1962)
- «Не пройду стороннім»
- «Вікно у світ»
- «Зоряна балада»
- «Чорно-білі листівки»
- «Юності цвіт»
- «Подорожники»
- «Вибране»
- «Ровесники гроз»
- «Кличу перепілку»

Книги юмористических стихов
- «Який Яків — така й дяка» (1960),
- «Весілля з квитанцією» (1966),
- «Євангеліє від Лукича» (1971),
- «Виводок жар-птиці» (1975).

Автор сборников щедровок «Щедрий вечір» (1964), свадебных песен («На Поділлі — весілля», 1969), сборников песен («Нагадую піснею» та «Серпанкова земля»).
Работал в области перевода.
Активный член международной общественной организации «Землячество житомирян» в г. Киев.

## Память
- В 2008 году была учреждена Литературная премия имени Василия Юхимовича за весомый вклад в развитие украинской литературы, поэзии, прозы и литературной критики.